# Rhodophytina
Rhodophytina son las  algas rojas que constituyen el principal clado de Rhodophyta. Pueden ser unicelulares, pseudofilamentosas o multicelulares.
Rhodophytina conforma un subfilo o subdivisión que se divide en seis clases. Estas clases están validadas filogenéticamente mediante el análisis cromoproteínico plastidial (de la clorofila) y el análisis del ADN nuclear.

## Filogenia
Las relaciones aproximadas entre los diferentes grupos de rodofitas son las siguientes:

|              | Rhodellophyceae                                                   |
|              |                                                                   |
| eurrodofitas | \| \| Bangiophyceae \| \| \| \| \| \| Florideophyceae \| \| \| \| |
|              | \| \| Bangiophyceae \| \| \| \| \| \| Florideophyceae \| \| \| \| |
|              | Bangiophyceae                                                     |
|              |                                                                   |
|              | Florideophyceae                                                   |
|              |                                                                   |

|  | Bangiophyceae   |
|  |                 |
|  | Florideophyceae |
|  |                 |

|              | Rhodellophyceae                                                   |
|              |                                                                   |
| eurrodofitas | \| \| Bangiophyceae \| \| \| \| \| \| Florideophyceae \| \| \| \| |
|              | \| \| Bangiophyceae \| \| \| \| \| \| Florideophyceae \| \| \| \| |
|              | Bangiophyceae                                                     |
|              |                                                                   |
|              | Florideophyceae                                                   |
|              |                                                                   |

|  | Bangiophyceae   |
|  |                 |
|  | Florideophyceae |
|  |                 |

|              | Rhodellophyceae                                                   |
|              |                                                                   |
| eurrodofitas | \| \| Bangiophyceae \| \| \| \| \| \| Florideophyceae \| \| \| \| |
|              | \| \| Bangiophyceae \| \| \| \| \| \| Florideophyceae \| \| \| \| |
|              | Bangiophyceae                                                     |
|              |                                                                   |
|              | Florideophyceae                                                   |
|              |                                                                   |

|  | Bangiophyceae   |
|  |                 |
|  | Florideophyceae |
|  |                 |

|              | Rhodellophyceae                                                   |
|              |                                                                   |
| eurrodofitas | \| \| Bangiophyceae \| \| \| \| \| \| Florideophyceae \| \| \| \| |
|              | \| \| Bangiophyceae \| \| \| \| \| \| Florideophyceae \| \| \| \| |
|              | Bangiophyceae                                                     |
|              |                                                                   |
|              | Florideophyceae                                                   |
|              |                                                                   |

|  | Bangiophyceae   |
|  |                 |
|  | Florideophyceae |
|  |                 |

## Eurrodofitas
Las algas rojas multicelulares (Bangiophyceae y Florideophyceae), han sido identificadas dentro del clado de las eurrodofitas (Eurhodophytina).

## Multicelularidad
En las algas rojas, la multicelularidad parece haber evolucionado en varias ocasiones en forma independiente, pues se produce en tres grupos: Stylonematophyceae, Compsopogonophyceae y en el clado de la eurrodofitas, el cual incluye a las clases Bangiophyceae y Florideophyceae.

## Galería

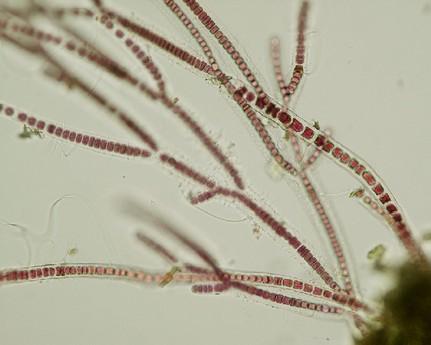
Stylonema (Stylonematophyceae), con crecimiento filamentoso
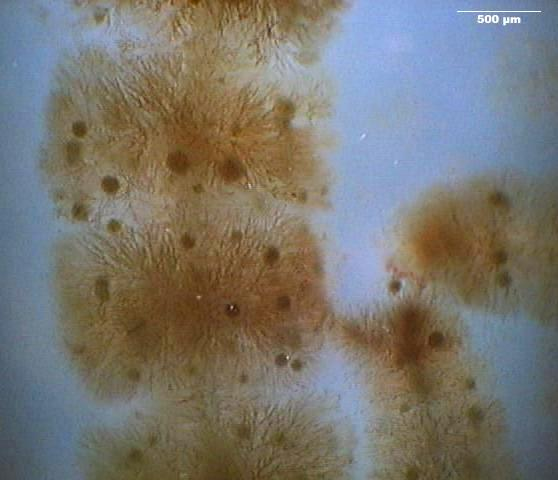
Batrachospermum, de apariencia gelatinosa
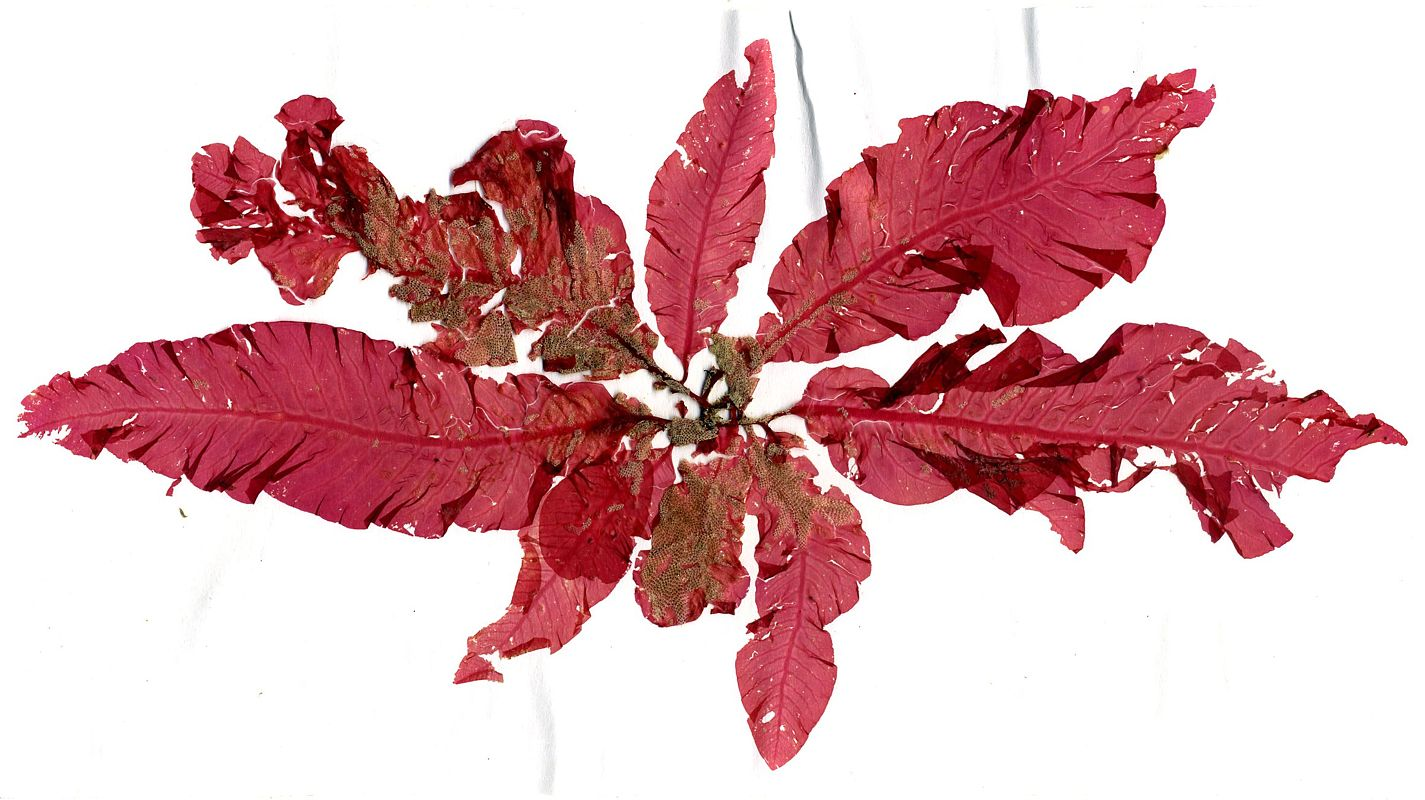
Delesseria
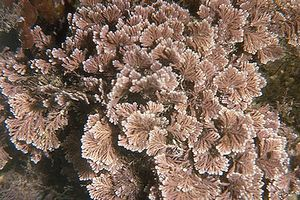
Corallina
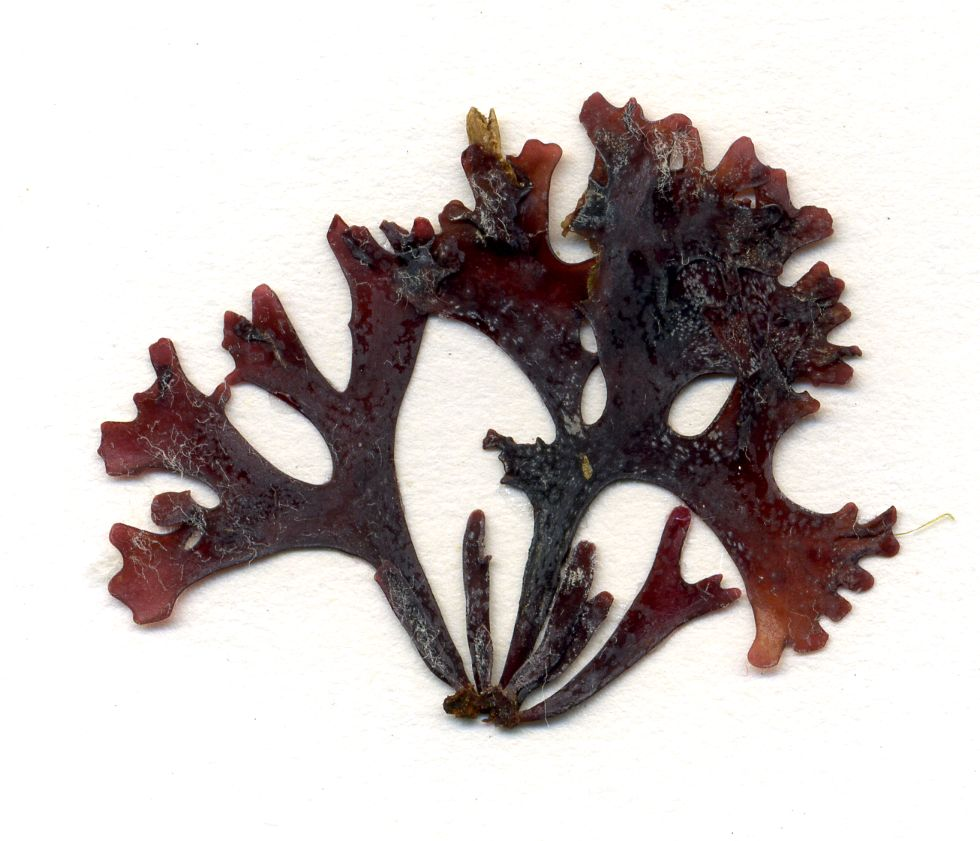
Chondrus